# 132
132 foi um ano bissexto do século II que teve início numa segunda-feira e terminou a uma terça-feira no Calendário juliano. as suas letras dominicais foram G e F. Segundo o horóscopo chinês, foi o ano do Macaco.
| Ano completo                            |
| --------------------------------------- |
| Ano bissexto com início à segunda-feira |

## Eventos
- Revolta de Barcoquebas.

## Mortes
- 30 de março - martírio e morte de São Quirino, pai de Santa Balbina
- 31 de março - martírio e decapitação de Santa Balbina